# La Ferté-Beauharnais
La Ferté-Beauharnais is een gemeente in het Franse departement Loir-et-Cher (regio Centre-Val de Loire) en telt 510 inwoners (2004). De plaats maakt deel uit van het arrondissement Romorantin-Lanthenay.

## Geografie
De oppervlakte van La Ferté-Beauharnais bedraagt 2,4 km², de bevolkingsdichtheid is 212,5 inwoners per km².
De onderstaande kaart toont de ligging van La Ferté-Beauharnais met de belangrijkste infrastructuur en aangrenzende gemeenten.

## Demografie
Onderstaande figuur toont het verloop van het inwonertal (bron: INSEE-tellingen).